# Domoušíce
Domoušíce är en ort i Tjeckien.   Den ligger i regionen Ústí nad Labem, i den nordvästra delen av landet, 50 km väster om huvudstaden Prag. Domoušíce ligger 397 meter över havet och antalet invånare är 622.
Terrängen runt Domoušíce är platt söderut, men norrut är den kuperad. Runt Domoušíce är det ganska tätbefolkat, med 65 invånare per kvadratkilometer. Närmaste större samhälle är Žatec, 16,6 km nordväst om Domoušíce. Trakten runt Domoušíce består till största delen av jordbruksmark.